# Mistrovství světa ve fotbale klubů 2010
Mistrovství světa ve fotbale klubů 2010 se hrálo v prosinci 2010 ve Spojených arabských emirátech. Vítězem se stal tým FC Internazionale Milano.

## Kvalifikované týmy
| Tým                          | Konfederace | Způsob kvalifikace                                       |
| ---------------------------- | ----------- | -------------------------------------------------------- |
| Kvalifikováni do semifinále  |             |                                                          |
| FC Internazionale Milano     | UEFA        | Vítěz Ligy mistrů UEFA 2009/10                           |
| Internacional                | CONMEBOL    | Vítěz Copa Libertadores 2010                             |
| Kvalifikováni do čtvrtfinále |             |                                                          |
| CF Pachuca                   | CONCACAF    | Vítěz Ligy mistrů CONCACAF 2009/10                       |
| Songnam FC                   | AFC         | Vítěz Ligy mistrů AFC 2010                               |
| TP Mazembe                   | CAF         | Vítěz Ligy mistrů CAF 2010                               |
| Kvalifikováni do osmifinále  |             |                                                          |
| PRK Hekari United            | OFC         | Vítěz Ligy mistrů OFC 2009/10                            |
| Al-Wahda FC                  | Hostitel    | Vítěz Fotbalové ligy Spojených arabských emirátů 2009-10 |

## Zápasy
Všechny časy jsou v UTC+4

### Osmifinále
| 8. prosince 2010 20:00        |        |               | |
| Al-Wahda FC                   | 3 – 0  | Hekari United | Mohammed Bin Zayed Stadium, Abú Zabí diváci: 23 895 rozhodčí: Daniel Bennett (Jihoafrická republika) |
| Hugo 40' Baiano 44' Jumaa 71' | Report |               | Mohammed Bin Zayed Stadium, Abú Zabí diváci: 23 895 rozhodčí: Daniel Bennett (Jihoafrická republika) |

### Čtvrtfinále
| 10. prosince 2010 20:00 |        |            |                                                                                         |
| TP Mazembe              | 1 – 0  | CF Pachuca | Mohammed Bin Zayed Stadium, Abú Zabí diváci: 17 960 rozhodčí: Júiči Nišimura (Japonsko) |
| Bedi 21'                | Report |            | Mohammed Bin Zayed Stadium, Abú Zabí diváci: 17 960 rozhodčí: Júiči Nišimura (Japonsko) |

| 11. prosince 2010 20:00 |        |                                                              |                                                                             |
| Al-Wahda FC             | 1 – 4  | Songnam FC                                                   | Zayed Sports City, Abú Zabí diváci: 30 625 rozhodčí: Victor Carrillo (Peru) |
| Baiano 27'              | Report | Molina 4' Ognenovski 30' Choi Sung-Kuk 71' Cho Dong-Geon 81' | Zayed Sports City, Abú Zabí diváci: 30 625 rozhodčí: Victor Carrillo (Peru) |

### Semifinále
| 14. prosince 2010 20:00    |        |               |                                                                                          |
| TP Mazembe                 | 2 – 0  | Internacional | Mohammed Bin Zayed Stadium, Abú Zabí diváci: 22 131 rozhodčí: Björn Kuipers (Nizozemsko) |
| Kabangu 53' Kaluyituka 85' | Report |               | Mohammed Bin Zayed Stadium, Abú Zabí diváci: 22 131 rozhodčí: Björn Kuipers (Nizozemsko) |

| 15. prosince 2010 21:00 |        |                                     |                                                                              |
| Songnam FC              | 0 – 3  | FC Internazionale Milano            | Zayed Sports City, Abú Zabí diváci: 35 995 rozhodčí: Roberto Moreno (Panama) |
|                         | Report | Stanković 3' Zanetti 32' Milito 73' | Zayed Sports City, Abú Zabí diváci: 35 995 rozhodčí: Roberto Moreno (Panama) |

### O 5. místo
| 15. prosince 2010 18:00 |                |                       |                                                                                             |
| CF Pachuca              | 2 – 2 (prodl.) | Al-Wahda FC           | Zayed Sports City, Abú Zabí diváci: 10 908 rozhodčí: Daniel Bennett (Jihoafrická republika) |
| Cvitanich 82', 89'      | Report         | Matar 44' Khamees 77' | Zayed Sports City, Abú Zabí diváci: 10 908 rozhodčí: Daniel Bennett (Jihoafrická republika) |

|                                    |       | Penaltový rozstřel      |  |
| Cvitanich López Muñoz Mustafá Luna | 4 – 2 | Hugo Saeed Jumaa Diarra |  |

### O 3. místo
| 18. prosince 2010 18:00                        |        |                   |                                                                                   |
| Internacional                                  | 4 – 2  | Songnam FC        | Zayed Sports City, Abú Zabí diváci: 16 563 rozhodčí: Michael Hester (Nový Zéland) |
| Tinga 15' Alecsandro 27', 71' D'Alessandro 52' | Report | Molina 84', 90+3' | Zayed Sports City, Abú Zabí diváci: 16 563 rozhodčí: Michael Hester (Nový Zéland) |

### Finále
| 18. prosince 2010 21:00 |        |                                   |                                                                                |
| TP Mazembe              | 0 – 3  | FC Internazionale Milano          | Zayed Sports City, Abú Zabí diváci: 42 174 rozhodčí: Júiči Nišimura (Japonsko) |
|                         | Report | Pandev 13' Eto'o 17' Biabiany 85' | Zayed Sports City, Abú Zabí diváci: 42 174 rozhodčí: Júiči Nišimura (Japonsko) |

## Vítěz
| Mistrovství světa ve fotbale klubů 2010 FC Internazionale Milano První titul Júlio César, Maicon, Lúcio, Iván Córdoba, Cristian Chivu, Javier Zanetti , Thiago Motta, Esteban Cambiasso, Goran Pandev, Diego Milito, Samuel Eto'o, Dejan Stanković, Jonathan Biabiany, McDonald Mariga Trenér: Rafael Benítez |